# Temon (Arjosari)
Temon is een bestuurslaag in het regentschap Pacitan van de provincie Oost-Java, Indonesië. Temon telt 3506 inwoners (volkstelling 2010).